# Cherry Vanilla
Cherry Vanilla (née Kathleen Dorritie) est une auteure-compositrice-interprète, publiciste et actrice américaine née le 16 octobre 1943. Elle joue dans la pièce Andy Warhol's Pork (en) d'Andy Warhol, travaille comme chargée de communication pour David Bowie puis pour Vangelis, et mène une carrière de chanteuse de punk et de rock du milieu des années 1970 au début des années 1990.

## Carrière
Kathleen Dorritie nait le 16 octobre 1943 à Woodside dans l'état de New York.
Sous le nom de scène Cherry Vanilla, elle tient plusieurs rôles au Théâtre du Ridicule d'Andy Warhol  (notamment celui d'une infirmière nécrophile) et joue en particulier dans les représentations à Londres de Pork, une pièce de Warhol mise en scène par Tony Ingrassia. Elle y fait la connaissance de David Bowie et de sa femme Angie, venus voir la pièce.
En 1972 elle est recrutée comme chargée de communication par la société qui gère la carrière de David Bowie, MainMan Ltd. Elle acquiert une réputation sulfureuse par les stratégies marketing qu'elle y déploie, proposant des fellations aux DJ qui accepteraient de passer les disques de Bowie sur leur antenne.
En 1974 elle constitue son premier groupe — il porte son nom — avec Kasim Sulton. En 1976, elle forme Cherry Vanilla & her Staten Island Band, avec Buzzy John Vierno (guitare basse), Frank La Rocca (batterie), Thomas Morrongiello (guitare) et Gary Cohen (piano). Le premier morceau publié par le groupe, Shake Your Ashes, figure sur l'album Max's Kansas City en 1976. Cette même année Cherry Vanilla publie un livre d'art, Pop Tart.
Elle déménage à Londres en 1976, où elle participe à l’essor de la scène punk et signe avec RCA Records. Le Cherry Vanilla Band londonien est alors composé de Louis Lepore, guitariste et petit ami de la chanteuse, du pianiste Zecca Esquibel, du bassiste Gordon "Sting" Sumner, du guitariste Henry Padovani et du batteur Stewart Copeland (qui jouent pour un émolument de... 15 £ par nuit). Le groupe se produit notamment le 5 mars 1977 au Roxy Club de Londres, une salle fameuse.
Dans une composition plus stable (Louis Lepore à la guitare, Zecca Esquibel aux claviers, Howie Finkel à la basse et Michael 'Manny' Mancuso à la batterie), le groupe sort en septembre 1977 le single The Punk, suivi en février 1978 par l'album Bad Girl. En 1979 paraissent un nouveau single et son second album Venus D'Vinyl (cette fois-ci sans Finkel ni Esquibel). Puis Cherry Vanilla se sépare de Louis Lepore et rentre aux États-Unis, dissolvant de fait le groupe.
En 1980, on l'entend dans Not A Bit - All Of It de Vangelis (album See You Later), qu'elle représente en Amérique par la suite.
En 1985, elle prête sa voix à l'auto-stoppeuse et à la serveuse sur l'album de Roger Waters The Pros and Cons of Hitch Hiking.
En 1987, elle réalise un film documentaire sur un club de boxe, intitulé Broken Noses.
Elle recommence à enregistrer au début des années 1990, sortant l'album Blue Roses avec Man Parrish et Barb Morrison, accompagné de deux singles.
Son autobiographie, Lick Me: How I Became Cherry Vanilla, a été publiée en octobre 2010 par la Chicago Review Press ; elle est préfacée par Rufus Wainwright. Une chanson intitulée Cherry Vanilla qui célèbre sa carrière, enregistrée par The (Fabulous) Cult of John Harley et produite par Martin Rushent, est utilisée lors du lancement du livre, notamment à sa soirée de lancement le 4 novembre 2010 au château Marmont à Los Angeles en présence de Rufus Wainwright et d'Angela Bowie.

## Production artistique

### Films
- Let's Get Lost (1988), elle-même

### Albums
- Bad Girl (1978), RCA
- Vénus d'Vinyl (1979), RCA
- Blue Roses (avec Man Parrish) (1993), ESP

### Simple
- Le Punk (1977), RCA
- Liverpool (1978), RCA Victor - Pays-Bas uniquement
- Moonlight (1979), RCA
- Fone Sex (1991), Radikal - avec Man Parrish
- Techno Sex (1992), Radikal - avec Man Parrish

### Livres
- Lick Me: How I Became Cherry Vanilla (2010) Chicago Review Press